# Château Saint-Clair (Vendée)
 (décembre 2016).
Si vous disposez d'ouvrages ou d'articles de référence ou si vous connaissez des sites web de qualité traitant du thème abordé ici, merci de compléter l'article en donnant les références utiles à sa vérifiabilité et en les liant à la section « Notes et références ».
Le château Saint-Clair est un ancien château fort situé près de la jetée de la Chaume, aux Sables d'Olonne en Vendée. L'élément le plus connu de ce château est la tour d'Arundel, qui supporte le phare de la Chaume. Il a été construit dans l'état actuel vers les XIV-XVe siècles par les princes de Talmont, mais la forteresse est à la base plus ancienne, elle daterait du XIIe siècle.

## Description
Le château a un plan actuel de forme ovoïde, une cour ceinte d'une muraille renferme une cour intérieure, qui renferme le musée de la mer. La tour dite d'Arundel, de forme carrée et dotée de mâchicoulis sur arcs trilobés assez rares, est le donjon du château au XIVe siècle.
Une autre tour a été démolie au XVIIe siècle, à l'emplacement de la jetée. C'était la tour d'Arbondelle, dont le nom a dû être déformé en "Arundel" et redonné à l'actuelle tour en remplacement à l'ancienne démolie. 
Très peu d'informations historiques et architecturales sont communiquées. Mais on peut imaginer, à la vue de la forme ovoïde de l'enceinte, ainsi que l'époque des débuts de construction (XIIe siècle) que le château se résumait au XIIe siècle à cette enceinte munie de très peu de tours, que l'on appelle « donjon annulaire » (shell-keep). Les seigneurs de Talmont l'auraient probablement amélioré quelques siècles après.